# Negastrius
Negastrius là một chi bọ cánh cứng trong họ 
Elateridae.
Chi này được miêu tả khoa học năm 1859 bởi Thomson.

## Các loài
Các loài trong chi này gồm:
- Negastrius aino Kishii, 1957
- Negastrius albitactus Candèze
- Negastrius americanus (Horn, 1871)
- Negastrius anderssoni Ôhira, 1973
- Negastrius arenicola (Boheman, 1854)
- Negastrius arnetti Stibick, 1990
- Negastrius atrosus Wells, 1996
- Negastrius babaulti (Fleutiaux, 1918)
- Negastrius binodulus Klug
- Negastrius bobilloti (Fleutiaux, 1930)
- Negastrius brincki Ôhira, 1973
- Negastrius choris (Say, 1834)
- Negastrius colon (Horn, 1871)
- Negastrius costicollis Fairmaire
- Negastrius cucullatus (Horn, 1891)
- Negastrius decoratus Fleutiaux
- Negastrius delumbis (Horn, 1891)
- Negastrius hieroglyphicus (Pic, 1899)
- Negastrius hova Candeze
- Negastrius mechanicus (Fleutiaux, 1925)
- Negastrius monadicoides Schwarz
- Negastrius nadezhadae Dolin, 1971
- Negastrius occidentalis Laurent, 1974
- Negastrius ornatus LeConte, 1853
- Negastrius ornatus (LeConte, 1853)
- Negastrius pagmanus Nakane, 1966
- Negastrius pictipennis Schwarz
- Negastrius pulchellus (Linnaeus, 1758)
- Negastrius pulvereus (Candèze, 1897)
- Negastrius rupicola Wells, 1996
- Negastrius sabulicola (Boheman, 1854)
- Negastrius sexmaculatus (Fleutiaux, 1918)
- Negastrius solox Wells, 1996
- Negastrius stibicki Wells, 1996
- Negastrius transvaalensis Laurent, 1974
- Negastrius yosiii Nakane, 1966

## Hình ảnh

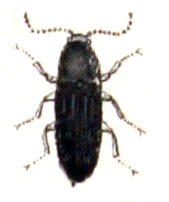